# Lingeard
Lingeard är en kommun i departementet Manche i regionen Normandie i norra Frankrike. Kommunen ligger i kantonen Saint-Pois som tillhör arrondissementet Avranches. År 2022 hade Lingeard 88 invånare.

## Befolkningsutveckling
Antalet invånare i kommunen Lingeard
| Referens: INSEE |